# Diocesi di Pirgo
La diocesi di Pirgo (in latino Dioecesis Pyrgensis) è una sede soppressa del patriarcato di Costantinopoli e una sede titolare della Chiesa cattolica.

## Storia
Pirgo, identificabile con Kazımkarabekir, nel distretto omonimo in Turchia,  è un'antica sede episcopale della provincia romana della Licaonia nella diocesi civile di Asia. Faceva parte del patriarcato di Costantinopoli ed era suffraganea dell'arcidiocesi di Iconio.
La sede non è menzionata da Le Quien nella sua opera Oriens Christianus. Tuttavia è documentata nelle Notitiae Episcopatuum del patriarcato di Costantinopoli dagli inizi del X secolo fino al XII secolo. È noto un solo vescovo, di cui non si conosce il nome, attestato nel 1156 circa.
Dal 1933 Pirgo è annoverata tra le sedi vescovili titolari della Chiesa cattolica; la sede è vacante dall'8 febbraio 1988.

## Cronotassi

### Vescovi greci
- Anonimo † (menzionato nel 1156)

### Vescovi titolari
- Maurice Jean-Baptiste Amoudru, O.P. † (15 agosto 1934 - 12 ottobre 1961 deceduto)
- Giuseppe Mancuso † (14 luglio 1962 - 26 dicembre 1963 succeduto vescovo di Mazara del Vallo)
- Savino Bernardo Maria Cazzaro Bertollo, O.S.M. † (10 dicembre 1963 - 8 febbraio 1988 nominato arcivescovo di Puerto Montt)